# Hans Folz

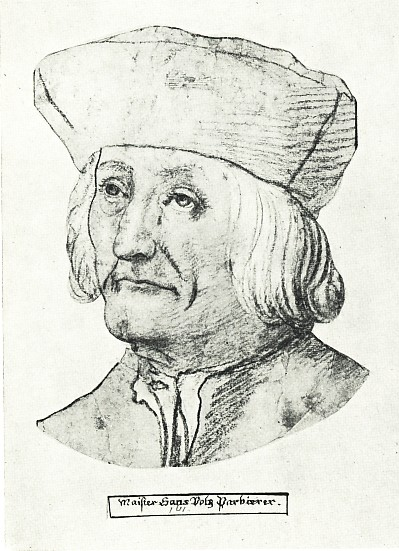
Hans Folz.

Hans Folz (circa. 1437–enero 1513) fue un notable autor alemán medieval.
Folz nació en Worms. Se convirtió en ciudadano de Núremberg en 1459 y maestro barbero de la ciudad en 1486. Folz fue un reformador de los maestros cantores, añadiendo 27 tonos nuevos a los permitidos por los doce "Alten Meister" (maestros antiguos). Sus Meisterlieder (canciones para maestros), de las que escribió cerca de un millar, estuvieron dedicadas principalmente a cuestiones religiosas. También escribió doce Fastn achtsspiele (representaciones teatrales cortas que describían a los personajes de la sociedad medieval, como granjeros, sacerdotes y burgueses en el mismo estilo que Hans Rosenplüt, pero con un lenguaje más sutil.
Folz ha sido etiquetado como antisemita por Andrew Gow, que le tachó de "odiar empedernidamente a los judíos" por su obra Una historia de los duques de Borgoña (A Story of the Dukes of Burgund).

## Obras
- Bäderbüchlein (Panfletillo sobre el baño, en 1480) Dises puchlein saget vns von allen paden, die von natur heiß sein.[2]
- Hausratbüchlein (Panfletillo sobre el mobiliario, in 1490)
- Das Spiel von dem König Salomon und dem Bauern Markolf (Historia del Rey Salomón y el campesino Markolf)
- Von einem Kaiser und einem Abt (Sobre un emperador y un abad)
- Die Bauernheirat (La boda del campesino)
- Ein Spiel von dem Herzogen von Burgund (Una historia de los duques de Burgundia)

Folz también es el autor de un "fechtbuch" (libro de armas) escrito c. 1480, y conservado en Weimar como manuscrito MS Q566.